# Полесе-Мікуловське
Полесе-Мікуловське (пол. Polesie Mikułowskie) — село в Польщі, у гміні Ожарув Опатовського повіту Свентокшиського воєводства.
Населення — 24 особи (2011).
У 1975-1998 роках село належало до Тарнобжезького воєводства.

## Демографія
Демографічна структура на день 31 березня 2011 року:
|          | Загалом | Допрацездатний вік | Працездатний вік | Постпрацездатний вік |
| -------- | ------- | ------------------ | ---------------- | -------------------- |
| Чоловіки | 13      | 3                  | 9                | 1                    |
| Жінки    | 11      | 1                  | 4                | 6                    |
| Разом    | 24      | 4                  | 13               | 7                    |